# Microregiunea Heves
Microregiunea Heves (în maghiară Hevesi kistérség) a fost o microregiune statistică (kistérség) din județul Heves, Ungaria.
Cu o populație de 33.382 locuitori și o suprafață de 697,68 km2, aceasta a existat până în 2014, când în Ungaria, microregiunile ”kistérségek” au fost înlocuite de districte (járások).